# 湖南日報報業集團
湖南日報報業集團（Hunan Daily Press Group）是中國湖南省一家事業集團，成立於2001年10月31日，其前身為“湖南日報社”。湖南日報報業集團與湖南日報社為一個機構兩塊牌子，系中國共產黨湖南省委員會直屬正廳級事業單位。

## 历史
根据中共湖南省委、湖南省人民政府《深化省管国有文化资产管理体制改革方案》要求，湖南日报报业集团和湖南广播电视台管理运行机制举行优化。2015年7月2日，湖南日报报业集团有限公司、湖南广播影视集团有限公司举办揭牌仪式。
2020年4月29日上午，湖南日报报业集团有限公司与长沙麓谷实业发展股份有限公司共同出资的湖南媒体艺术产业园开始建设。

## 旗下媒體
列下：

### 报纸
- 湖南日报
- 三湘都市报
- 文萃报
- 科教新报
- 大众卫生报
- 湖南法治报

### 网站
- 华声在线
- 湖南在线

### 客户端
- 新湖南
- 犇视频

### 期刊
- 华声
- 放学后

## 事件
2015年3月，党组成员、社务委员薛伯清因涉嫌严重违纪接受组织调查。2016年2月，原党组书记、社长覃晓光被立案侦查。2016年3月，湖南日报报业集团党组副书记、社务委员、总经理皮林涉嫌严重违纪接受组织调查。同时党组成员、社务委员刘树林也因涉嫌严重违纪接受组织调查。2016年8月，湖南日报报业集团原总经理皮林因涉不正当性关系、权色交易，被双开。同月31日，湖南省人民检察院经审查决定，依法对刘树林以涉嫌受贿罪立案侦查并采取强制措施。2017年8月，怀化市人民检察院依法以涉嫌受贿罪、挪用公款罪对湖南日报报业集团原党组副书记、总经理皮林提起公诉。

## 外部連結
- 湖南日報報業集團官方網站 （页面存档备份，存于）（简体中文）